# بردبل (شيروان)
بردبل (بالفارسية: بردبل) هي قرية تقع في إيران في قسم شیروان الريفي. يقدر عدد سكانها بـ 29 نسمة .